# Commodore 64
Commodore 64 (ili C64) je jedno od najpopularnijih 8-bitnih računala osamdesetih godina 20. stoljeća. Prodan je u 17 milijuna primjeraka. U Hrvatskoj su ga od milja nazivali i "debeljko" zbog njegova simpatičnoga, zaobljenoga izgleda.

## Povijest
S iskustvom kojeg su stekli kod dizajniranja zvučnih i grafičkih integrianih krugova za računalo Commodore VIC-20 inženjeri u Odjelu za kugove visoke integracije (LSI Group)tvrtke MOS Technologies predvođeni Albert L. Charpentier i pod odobrenjem Charles Winterblea u siječnju 1981. godine započeli su na dizajniranju novog grafičkog integriranog kruga MOS Technology VIC-II (Video Integrated Circuit for graphics) i zvučnog integriranog kruga MOS Technology SID (Sound Interface Device for audio) kojeg su htjeli prodati bilo kojoj tvrtci koja je htjela napraviti "najbolju" videoigru. Dizajniranje novog računala na osnovi ova dva nova integrirana kruga nije bilo jedan od prioriteta za Alberta L. Charpentiera i doslovce je imao slobodne ruke nakon što se odrazilo na inovacije koje je on i njegov tim uspio izvesti. U Commodorevim razvojnim uredima u Japanu rad je započeo na video konzoli Ultimax or alternatively the Commodore MAX Machine pod vodstvom inženjera Yash Terakura, no ovaj stroj je bio samo proizveden u malenom broju primjeraka za japansko tržište. Sredinom studenog 1981. godine oba integrirana kruga su bila završena, a krajem studenog 1981. godine nakon sastanka između Jacka Tramiela, Charpentiera i Winterble došlo se do odluke da se umjesto videoigre ili igraće konzole dizajnira novo kućno računalo koje bi imalo radnu memoriju od 64kB jer je Commodore imao pristupa jeftinijem RAMu i Jack Tramiel je znao da će cijena DRAMa pasti. Datum za završetak ovoga projekta bila je prezentacija na Consumer Electronic Show u Las Vegasu koji se održavao u drugom tjednu u siječnju 1982. godine. Nakon ovog sastanka dizajneri i inženjeri su se prihvatili posla, tako da u roku od dva dana izrađena je osnovna arhitektura novog računala, i do prije isteka 1981. godine inženjeri su sastavili pet različitih prototipnih računala. Dizajnerski tim bio je sastavljen od: Yasha Terakure, Bob Russella, Bob Yannesa (dizajnera VIC-20) and David A. Ziembickija. Kodno ime projekta bio je VIC-40. Operacijski sustav bio je prerađen s računala Commodore VIC-20, tako da je veliki broj rutina i koda bio prenesen na novo računalo koje je moglo demonstrirati svoje sposobnosti na sajmu u Vegasu. Nakon dobrog prijama, tvrtka Commodore je požurila serijsku proizvodnju novog računala koje je bilo dostupno u brojevima u kolovozu 1982. godine. Zbog žurbe nastali su mnogi problemi oko kvalitete same proizvodnje a i neke nedorađenosti u operacijskom sustavu, primitivan BASIC nasljeđen od VIC-20, skupa disketna jedinica, rabljenje serijskog IEEE-488 radi kompatibilnost s prijašnjim PET/CBM proizvodnim linijama samo su usporavali rad računala, nepostojeće naredbe u BASICu za upravljanje grafikom i zvukom. Problemi s kvalitetom proizvoda bili su naglašeni na početku s računalom koje su ispravljene 1983. godine, dok problemi s disketnom jedinicom Commodore 1541 ispravljene su 1984. godine.
Ulaskom na tržište u kolovozu 1982. godine Commodore 64 sa 64 KB memorije (38911 bajtova slobodnih za programe u BASIC-u), zvučnim čipom MOS 6581 (SID) i procesorom MOS 6510 (procesor MOS 6502 sa 6-bitnim IO portom) i dobrom cijenom ušao je na već gusto naseljenom tržištu kućnih računala kojem su glavni takmaci bili ZX Spectrum 48, Applea II te Atarija 400 i 800. Zahvaljujući zvučnom čipu SID i grafičkom integriranom krugu VIC II C64 se isticao kao kućno računalo izvrsnog zvuka i grafike. Bila je to jedna od njegovih glavnih prednosti pred konkurentima, posebice Spectrumom. Imao je vrlo dobru tipkovnicu. Rani modeli iz 1982. godine imali su nešto drugačiju boju (i danas imaju najveću kolekcionarsku vrijednost), kasnije su modeli postali poznato "smećkasti",  a pri kraju proizvodnje pojavio se model C64C ili C64 II, (kako je nazvan u Njemačkoj) koji je imao kućište poput Commodorea 128 (ujedno danas ima najmanju kolekcionarsku vrijednost). Inače, jedan od razloga slabije kolekcionarske vrijednosti je taj da su pojedini unutrašnji IC sklopovi u C64C-u radili na 5 volti (za razliku od 9v kod starijeg modela) i ispravljeni su neki nedostaci SID čipa ("curenje" kanala i šum). Posljedica je drukčiji zvuk i neki efekti koji su se koristili u DEMO-ima nisu isto ili uopće ne funkcioniraju.
Zadnji model C64 zvao se C64G (tzv. ALDI), na tržištu se pojavio krajem 80-ih i trajao do 1990. i izvana je nalikovao prethodniku, dok je unutarnja arhitektura bila znatno drugačija. Takav jeftini model bio je prvenstveno namijenjen kao jeftina igraća konzola za zemlje koju se netom izlazile iz socijalističkoga bloka, ali je poslužila i mnogim entuzijastima u njima koji jednostavno do tada nisu imali pristup zapadnom tržištu, a bili su željni programiranja na kućnim računalima. 
C64GS je bio pokušaj Commodorea da napravi konzolu na velikoj bazi igrica koje su postojale za C64, ali to je napravljeno prekasno, kada su već na tržištu bile mnogo bolje i jače 16-bitne i 32-bitne konzole. Imao je identičnu matičnu, samo je port za memorijsku bio okrenut prema gore i nije imao tipkovnicu.
Što se tiče perifernih ili dodatnih jedinica sredinom 80-tih dobar broj korisnika C64 zamijenio je originalni kazetofon vanjskim disketnim pogonom za diskete veličine 5,25" (model 1541). Bila je to velika jedinica, gotovo poput računala, ali veće cijene. Kasnije se pojavio elegantniji model diska 1541II, a na kraju i model 1571 prvenstveno napravljen za C128. U vrijeme uporabe RAM-a od 1 do 128 KB, bez unutarnjeg tvrdoga diska, taj korak je predstavljao revoluciju. Uglavnom svi kasniji modeli kućnih računala zamijenili su kasetofon savitljivm (engl. "floppy") diskom.
Zanimljiv je i model Commodore SX64 koji je predstavljao prijenosni C64, naravno u dosezima tadašnje tehnologije iz ranih 1980-tih. I danas je najveći raritet, velike kolekcionarske vrijednosti Commodore 65 ili (Commodore DX64), kojih je nekoliko stotina prototipova proizvedeno '90 - '91 i prodano nakon propasti Commodorea, s novim BASIC-om, ugrađenim 3,5" disketnom jedinicom i drugim poboljšanjima.
U drugoj polovici 1980.-tih tvrtka Commodore je nastavila uspješan niz Commodore računala, prvo uvodeći GEOS, grafički operativni sustav prve te vrste uopće, koji je u potpunosti zaživio na nasljedniku C64 računala - Amigi 500 i 1000. Slično grafičko sučelje razvio je i Apple za Macintoshe, te Microsoft za PC-je (Windows).
Zanimljivost je da je Commodore godinama pokušavao izbaciti C64 iz proizvodnje, ali potražnja je bila konstantna i velika. Ironično je da je nakon prekidanja proizvodnje Commodora 64 u travnju 1994. da je tvrtka Commodore je bankrotirala 29. travnja 1994.

## Inačice
- Commodore C64 (debeljko)
- Commodore 64-II ili Commodore 64-C
- C64G
- C64CR
- C64-Aldi
- PET64, Educator 64,  Model 4064
- SX-64, DX64, SX100
- C64 Games System
- Commodore Max

- Commodore C64 prva inačica proizvedena u SADu
- Commodore C64 druga inačica (debeljko)
- Commodore 64-C
- C64G
- Commodore 64-Aldi
- Pet64
- SX-64
- C64 Games System
- Commodore Max

## Sklopovlje
Commodore 64 bio je računalo zatvorene arhitekture, koji je imao je samo jednu matičnu ploču koja je sadržavala sve sklopovlje koje je bilo potrebno za rad računala osim izvora napajanja, vanjske trajne memorije i zaslona. Protoptine ploče bile su različite od proizvodnih, i tokom vremena radi lakše proizvodnje i smanjivanjem broja komponenata matične ploče su se također mijenjale. Od sammog početka Commodore je dizajnirao matičnu ploču s vidom automatizacije monitranja komponenti. Primjerice na ilustraciji su prikazane dvije ploče, jedna iz 1982. godine i 1992. godine na kojima se vide znatne promjene s obzirom na manji broj memorijskih komponenti, i zamjene TTL sklopova s PLA logičkim krugovima

### Osnovni tehnički podaci
- Mikroprocesor - MOS Technology 6510/8500, inačica MOS 6502 s ugrađenim 6-bitnim U/I portom
  - Takt:  1,023 MHz (NTSC) ili 0,985 MHz (PAL)
- RAM - 64 Kb
- ROM - 20Kb (9Kb BASIC 2.0, 7Kb Kernel (operacijski sustav),  4Kb znakovi (2 niza od 2Kb))
- Grafika:  posebni integrirani krug VIC II 6567/8567 (NTSC), VIC II 6569/8569 (PAL)
  - Tekst: 40x25 u 16 boja
  - Bitmapna grafika: 320x200 (2 boje u svakom 8x8 bloku točkica), 160x200, u 3 boje + pozadina
  - 8 hardverskih likova (sprajtovi)
  - hardversko pomicanje ekrana, i rasterski prijekidi
- Zvuk:  6581/8580 SID
  - 3 kanala
  - 8 oktava
  - Generator valova i šum
  - 4 programbilna filtera
- Ulazno/izlazne jedinice
  - Rubni spojnik za proširenje
  - Ulaz za memorijsku kasetu
  - DIN-8 izlaz za zaslon
  - DIN-6 serijski ulaz/izlaz za disk jedince i pisač
  - rubni spojnik za kasetofon PET Datassete od 300 bauda
  - 2 x Atari ulaza za igraću palicu
  - Izlaz za televiziju

### Galerija međuspojnika
- Ulaz za proširenje memorije
- Video izlaz
- Video i serijski spojnik
- Spojnik za kasetofon
- Rubni spojnik za proširenje
- Ulaz za palice za igru

### VIC-II
VIC-II bio je nasljednik grafičkog integriranog kruga VIC koji je bio rabljen u računalu VIC-20, i imao je sljedeća svojstva:
- 16kB adresno područje za zaslon, znakove, i za pokretne likove (sprites)
- Video modovi
  - 320x200 video rezolucija s 2 boje u svakom 8x8 bloku točkica
  - 160x200 u multibojnoj rezoluciji s 3 boje + 1 pozadinska boja
- Znakovni mod
  - 40x25 znakova
- Pokretni likovi
  - 8 likova po liniji zaslona
    - 24*21 pixela ili 12 * 21 multibojna
- Rasterski prekidi
- Glatko pomicanje sadržaja zaslona
- Nezavisno osvježavanje DRAMa
- Mogućnost nezavisnom pristupu sabirnici i iskljućivanju pristupa mikroprocesora

| Heks Adresa | Decimalna Adresa | Stranica         | Sadržaj         |
| ----------- | ---------------- | ---------------- | --------------- |
| $D000-$D3FF | 53248-54271      | Stranice 208-211 | VIC-II registri |

### Memorijska karta
| Heks adresa | Decimalna adresa | Stranica         | Sadržaj                                              |
| ----------- | ---------------- | ---------------- | ---------------------------------------------------- |
| $0000-$00FF | 0-255            | Stranica 0       | Nulta stranica rezervirana za mikroprocesor MOS 6510 |
| $0100-$01FF | 256-511          | Stranica 1       | Sadrži prostor za stog rezervirano za MOS 6510       |
| $0200-$02FF | 512-767          | Stranica 2       | Operacijski sustav i pokazivači za BASIC             |
| $0300-$03FF | 768-1023         | Stranica 3       | Operacijski sustav i pokazivači za BASIC             |
| $0400-$07FF | 1024-2047        | Stranice 4-7     | Memorija za ekran                                    |
| $0800-$9FFF | 2048-40959       | Stranice 8-159   | Slobodni prostor za BASIC programe (38911 bajta)     |
| $A000-$BFFF | 40960-49151      | Stranice 160-191 | Slobodni prostor za programe u strojnom jeziku       |
| $C000-$CFFF | 49152-53247      | Stranice 192-207 | Slobodni prostor za programe u strojnom jeziku       |
| $D000-$D3FF | 53248-54271      | Stranice 208-211 |                                                      |
| $D400-$D4FF | 54272-54527      | Stranice 212-215 |                                                      |
| $D800-$DBFF | 55296-56319      | Stranice 216-219 |                                                      |
| $DC00-$DCFF | 56320-56575      | Stranica 220     |                                                      |
| $DD00-$DDFF | 56576-56831      | Stranica 221     |                                                      |
| $DE00-$DFFF | 56832-57343      | Stranice 222-223 | Rezervirano za proširenja                            |
| $E000-$FFFF | 57344-65535      | Stranice 224-255 | Slobodni prosotr za programe u strojnom jeziku       |

| Heks adresa | Decimalna adresa | Stranica         | Sadržaj                                    |
| ----------- | ---------------- | ---------------- | ------------------------------------------ |
| $8000–$9FFF | 32768-40959      | Stranice 128-159 | ROM kaseta (niža)                          |
| $A000-$BFFF | 40960-49151      | Stranice 160-191 | BASIC prevodilac ROM ili ROM kaseta (viša) |
| $D000-$DFFF | 53248-57343      | Stranice 208-223 | Znakovni ROM                               |
| $E000-$FFFF | 57344-65535      | Stranice 224-255 | KERNAL ROM ili ROM kaseta (viša)           |

| Heks adresa | Decimalna adresa | Stranica         | Sadržaj                    |
| ----------- | ---------------- | ---------------- | -------------------------- |
| $0000-$0001 | 0-1              | -                | CPU U/I                    |
| $D000-$D3FF | 53248-54271      | Stranice 208-211 | VIC-II registri            |
| $D400-$D7FF | 54272-55295      | Stranice 212-215 | SID registri               |
| $D800-$DBFF | 55296-56319      | Stranice 216-219 | Memorija za boje na ekranu |
| $DC00-$DCFF | 56320-56575      | Stranica 220     | CIA 1                      |
| $DD00-$DDFF | 56576-56831      | Stranica 221     | CIA 2                      |
| $DE00-$DEFF | 56832-57087      | Stranica 222     | U/I 1                      |
| $DF00-$DFFF | 57088-57343      | Stranica 223     | U/I 2                      |

### Periferne jedinice
Zbog svoje popularnosti Commodore 64 imao je bezbroj raznih dodatnih vanjskih jedinica koje je proizvodila tvrtka Commodore kao druge tvrtke.
- Commodore 1541 disketna jednica, 1. model.
- Commodore 1541C disketna jedinica, 2. model.
- Commodore 1541-II disketna jedinica, 3. model.
- Commodore 1530 Datasette
- Commodore MPS-802 matrični pisač
- Commodore VIC-modem
- Commodore računalni miš
- Commodore 1702 zaslon

### Troškovi proizvodnje
Tvrtka Commodore bila je vertikalno integrirana tvrtka jer je proizvodila tri najvažnije komponente računala Commodore 64: SID, VIC-II i MOS 6510 dok su ostale komponente bile nabavljane po prilično niskoj cijeni. Prema podacima koje su na raspolaganju, prilikom izlaska na tržište 1982. godine troškovi proizvodnje jedinice bila je USD$135,00 dok je maloprodajna cijena bila USD$595,00. Godine 1985. malopordajna cijena Commodore 64 pala je na USD$149, dok su troškovi proizvodnje bili između USD$30–50,00.
| Broj    | Cijene u 1985 [USD] | Dio                                                                              |
| ------- | ------------------- | -------------------------------------------------------------------------------- |
| 3       | 1                   | ROMovi                                                                           |
| 8       | 1.85                | Dinamički RAMovi                                                                 |
|         | 4                   | SID (zvučni) IC                                                                  |
|         | 4                   | VIC-II (grafički) IC                                                             |
|         | 3                   | RF modulator                                                                     |
|         | 1-2                 | 6510 8-bitni mikroprocesor                                                       |
|         | 5                   | Ostala elektronika TTL, buffers, regulatori napajanja, otpornici, i kondenzatori |
|         | 10 maks             | Tipkovnica                                                                       |
|         | 1-2                 | Tiskana pločica                                                                  |
|         | 1-2                 | Plastična kutija                                                                 |
|         | 5-10                | Napajanje i kablovi                                                              |
|         | 1-2                 | Pakovanje i priručnik                                                            |
| Ukupno: | USD$52,8 - 61,8     |                                                                                  |

## Programska podrška
Commodore 64 imao je rasprostranjenju i široku programsku podršku, od korisnika, raznih klubova, udruženja i komericijalnih tvrtki koje su izrađivali i prodavali programe. Jedni pravi takmac kada se pojavio na tržištu 1982. godine bila je Atarijeva 8-bitna porodica računala, dok su perforamnce tadašnjih video konzola i Apple II po svojstima bili su nazadni. U osnovnoj programskoj podršci i operacijskom sustavu Commodorea 64 nalazio se program prevodilac odnosno inačica programskog jezika BASIC i bilo je osnovno programsko okružije u kojem su mnogi razvijali svoje programe. BASIC je bilo rasprostanjen u mnogim kućnim računalima toga vremena, i u slučaju Commodorea 64 inačica BASICa nije dozvoljavala pristup naprednim sposobnostima, i korisnici su trebali rabiti operacije u BASICu koje su pristupale sadržaju memorije i raznim registrima (PEEK i POKE), rabiti strojni jezik (Assembler), ili rabiti razna proširenja BASICa kao Simons' BASIC. Razvojni tim Commodora 64 imao je na umu bolji BASIC koji je trebao biti sastavni dio novog računala, no radi štednje i kompatibilnosti s Commodore VIC-20 rukovodstvo Commodorea odlučilo je proizvoditi Commodore 64 s BASIC V2. Bez obzira na sve nedostatke inačice BASIC V2, ovo okružije nije sprječavalo mnoge korisnike niti tvrtke da razvijaju solidnu programsku podršku.

### Igre
Commodore 64 bila je kvalitetna platforma za razvoj videoigara, i u toj domeni Commodore 64 ostao je zapamćen kao platforma za igre i razonodu, a manje kao ozbiljna platforma za poslovne svrhe. Zbog velike rasprostranjenosti i broja jednnica na tržištu, nove igre su se izdavale za Commodore 64 sve do zatvaranja tvrtke Commodore 1994. godine. Prema procijeni postoji preko 23.000 jednistvenih naslova za videoigre za računalo Commodore 64.
- Popis igara za Commodore 64

### Slikovnica programa
- Multiplan
Microsoft (1983.)
- Koala Paint
Koala/Audio Light (1983.)

## Vanjske poveznice
Napomena: Većina poveznica vodi na internet stranice na engleskom jeziku.

### Emulatori
- VICE emulator – Emulator C64 za operacijske sustave (OS X, UNIX, BeOS, Windows)]
- CCS64 – Emulator CCS64, Håkan Sundell
- Power 64 – Emualtor C64 za Mac OS X i Mac OS 9

### Arhive
- The Digital Dungeon (TDD) – FTP poslužitelj s mnogo softvera za C64
- www.c64.ch – Arhiva demoprograma za C64
- GameBase 64 – Podaci o igrama za C64
- Lemon 64 – Poslužitelj s mnogo općih podataka o C64
- C64 Walkthrough Site – Prohodi i solucijske arhive za C64 avanturističke igre s diskusijskim forumom
- Project 64 – Priručnici za C64/128, igre i sofver
- The Ultimate C64 Tape Page  Arhivirana inačica izvorne stranice od 31. kolovoza 2005. (Wayback Machine) – Arhiv C64 kazeta s preslicima omota i priručnika
- The-Commodore-Zone – Arhiva C64 igara, forum, online baze podataka, linkovi

### Povijest
- Kronologija o Commodoru 64 – autor Ken Polsson
- The History of the Commodore 64 – Povijest C64, autor Stan Veit
- http://www.commodore.ca/products/c64/commodore_64.htm  Arhivirana inačica izvorne stranice od 5. rujna 2012. (Wayback Machine) - Povijest C64, priručnici, fotografije, preslici iz novina

### Razno
- PROTOVISION - Creating the Future – Proizvodnja programske podrške za C64
- Commodore 64 Preservation Project – Projekt očuvanja originalnih primjeraka softvera za C64

### SID
- SID muzika